# Teoría de la herencia dual

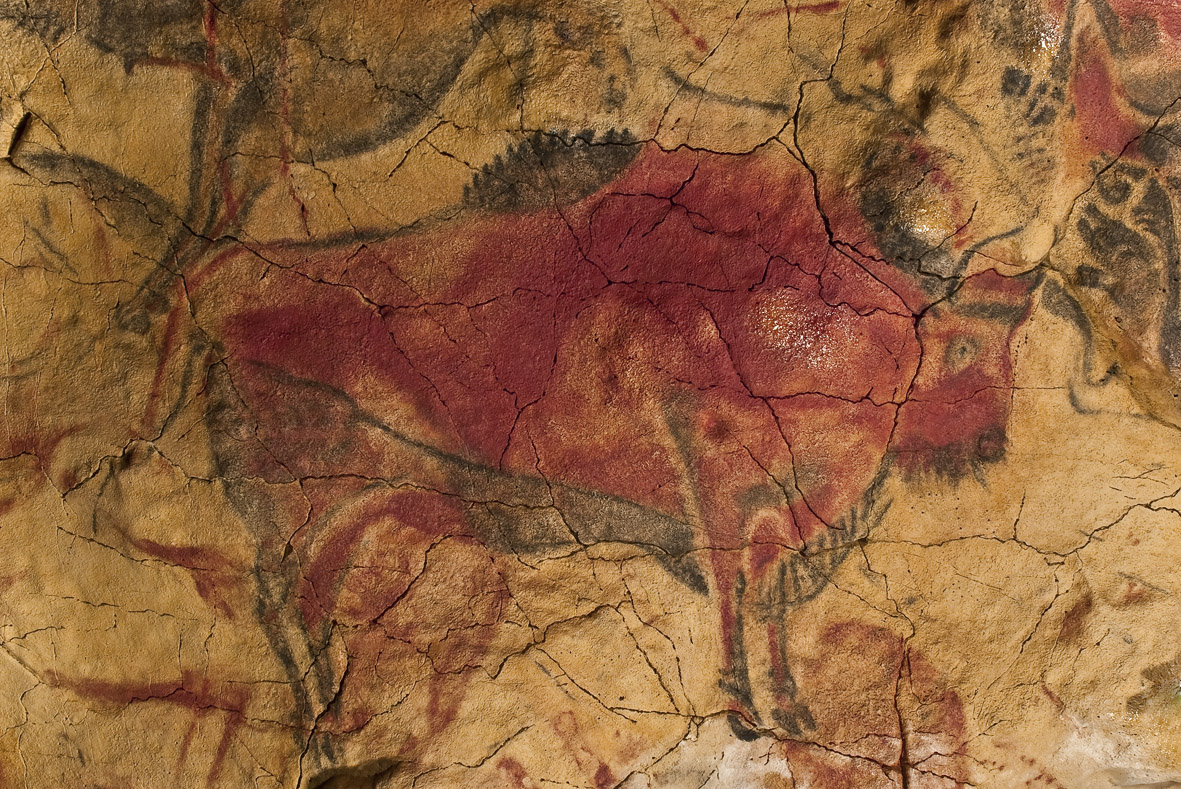
Bisonte Magdaleniense polícromo. Altamira

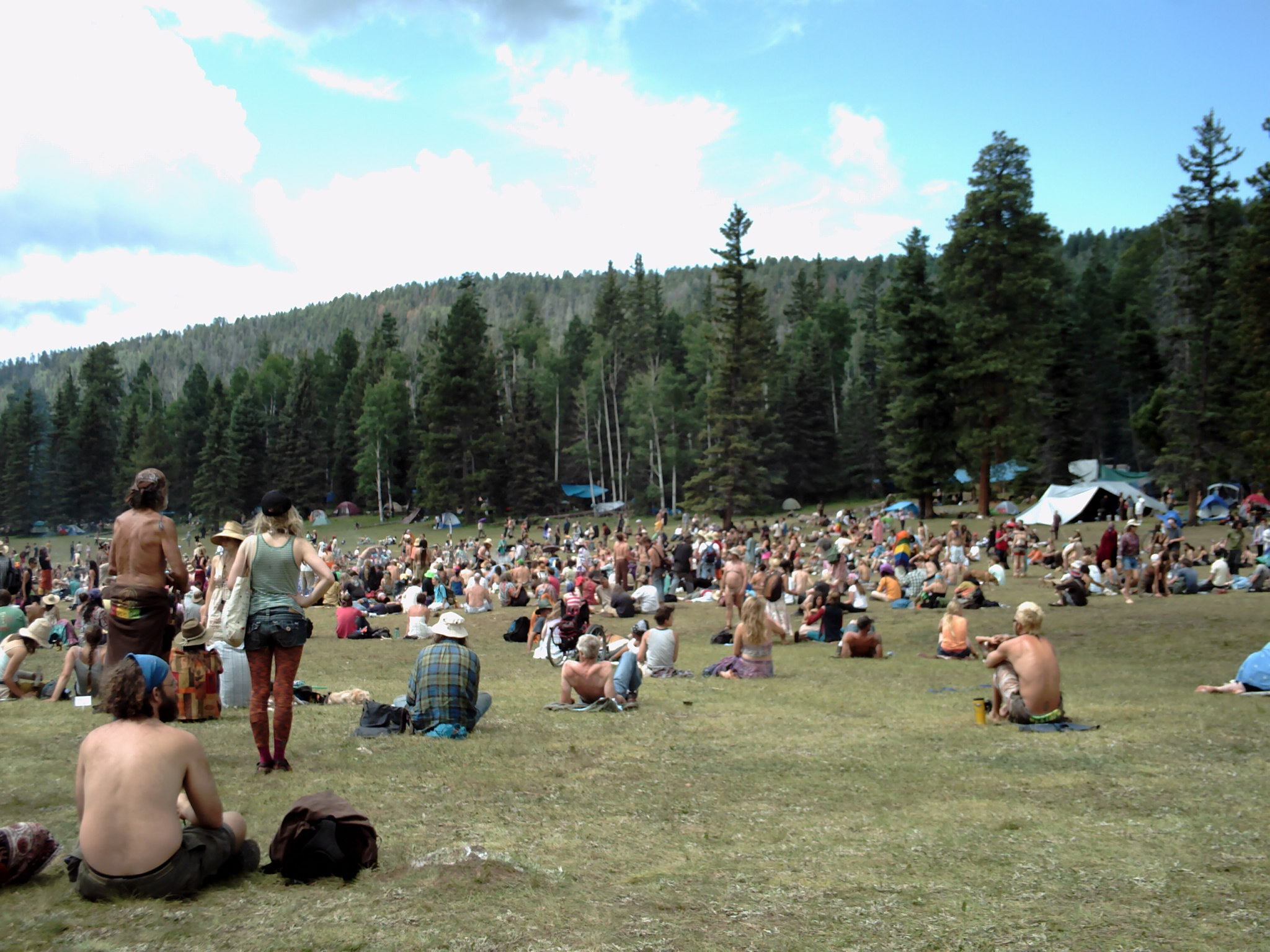
Rainbow Gathering 2009

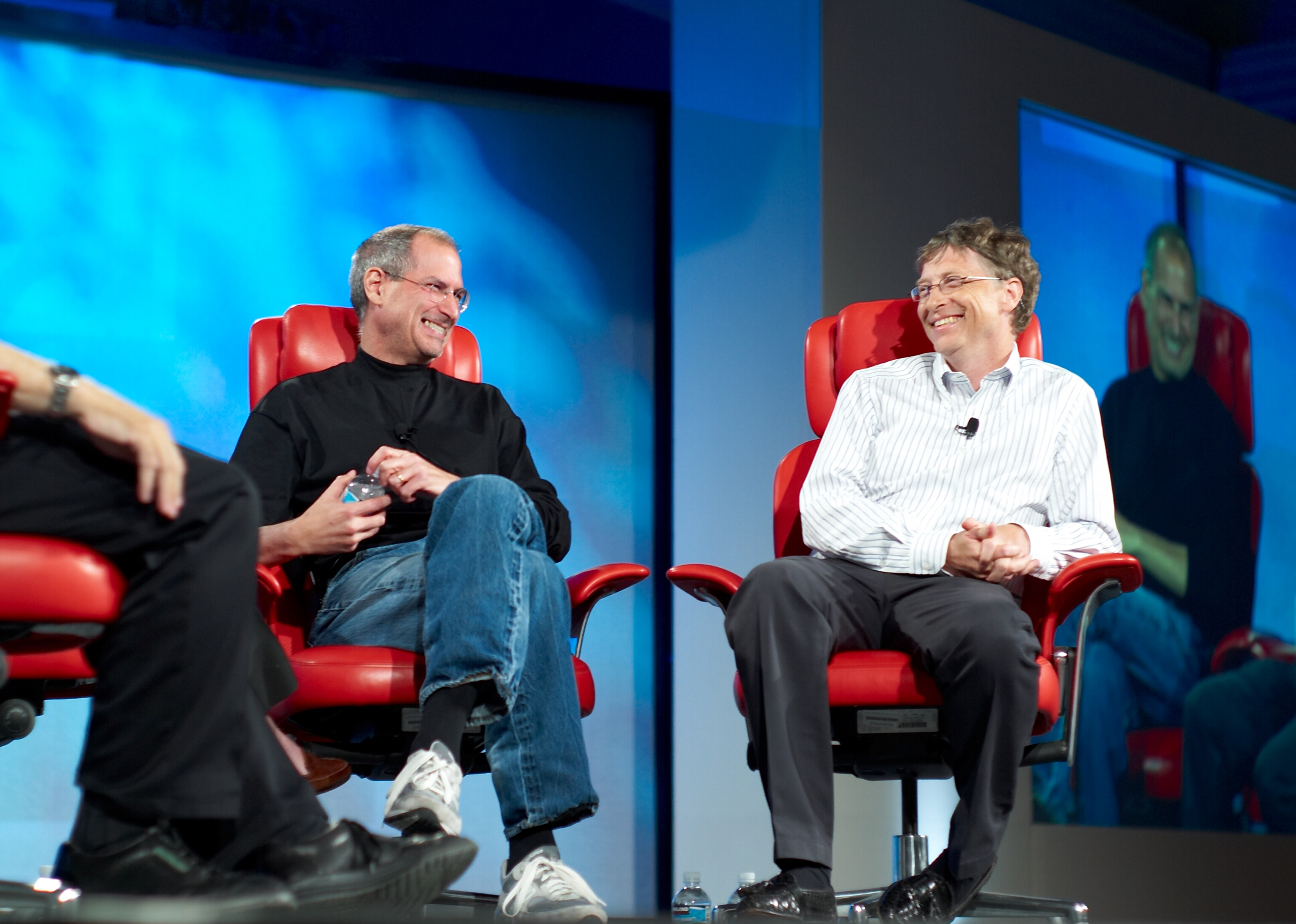
Steve Jobs y Bill Gates, modelos culturales divergentes

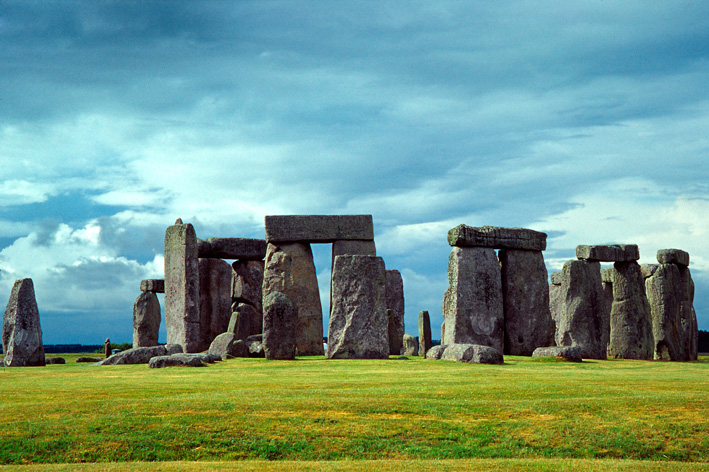
Stonehenge

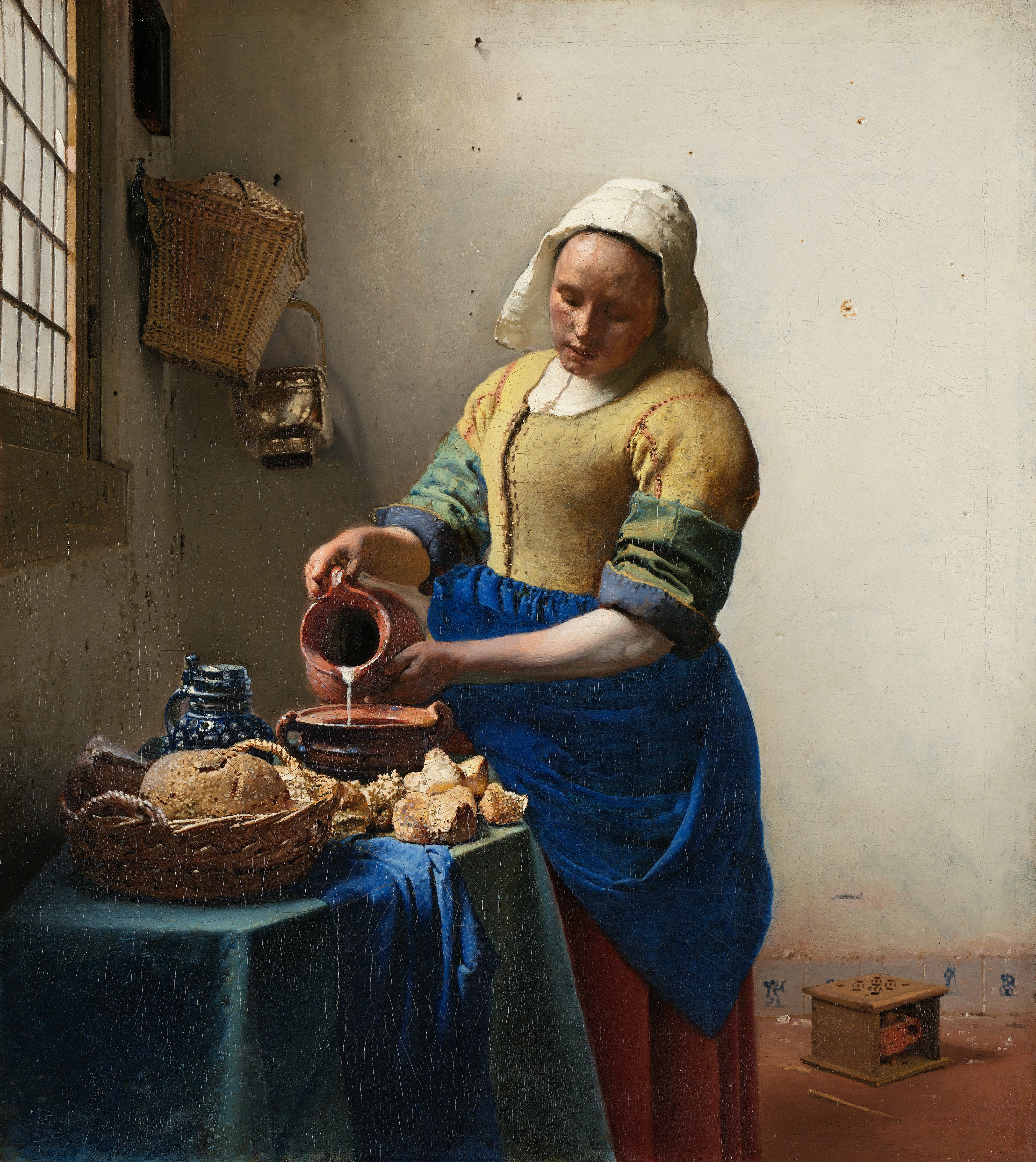
Johannes Vermeer - Google Art Project

La teoría de la herencia dual (DIT Dual-inheritance theory en inglés), también conocida como coevolución gen-cultura o evolución biocultural, se desarrolló desde los años 60 hasta los primeros 80 para explicar que el comportamiento humano es un producto de dos diferentes e interaccionados procesos evolutivos: la evolución genética y la evolución cultural. Los genes y la cultura continuamente interaccionan en un bucle de retroalimentación, los cambios en genes pueden dirigir a cambios en la cultura, los cuáles entonces pueden influir en la selección genética, y viceversa. Una de las reclamaciones centrales de la teoría es que la cultura evoluciona en parte a través de un proceso darwiniano de selección, al cual los teóricos de la herencia dual a menudo describen por analogía con la evolución genética.

## Visión de la cultura
'Cultura', en este contexto, se define como 'comportamiento socialmente aprendido', y 'aprendizaje social' se define como copiar comportamientos observados en otros o adquirir comportamientos al ser enseñados por otros. La mayor parte del modelado realizado en el campo se basa en la primera dinámica (copia), aunque puede extenderse a la enseñanza. El aprendizaje social en su forma más simple implica la copia a ciegas de los comportamientos de un modelo (alguien observó como se comportan), aunque también se entiende que tiene muchos sesgos potenciales, incluido el sesgo del éxito (copiar de aquellos que se perciben como mejores), el sesgo de estado (copiar de aquellos con un estatus más alto), homofilia (copiar de aquellos que más nos gustan a nosotros mismos), sesgos conformistas (captar de manera desproporcionada los comportamientos que más personas realizan), etc. Comprender que el aprendizaje social es un sistema de replicación de patrones y comprender que existen diferentes tasas de supervivencia para diferentes variantes culturales aprendidas socialmente establece, por definición, una estructura evolutiva: la evolución cultural.
Debido a que la evolución genética es relativamente bien entendida, la mayor parte del THD examina la evolución cultural y las interacciones entre la evolución cultural y la evolución genética.
Se ha definido la palabra "cultura" para describir a un gran conjunto de fenómenos distintos. Una definición que resume lo que se entiende por "cultura" en la THD es:
"La cultura es información socialmente aprendida almacenada en el cerebro de los individuos que es capaz de afectar el comportamiento."
Este punto de vista de la cultura enfatiza el pensamiento de la población centrándose en el proceso por el cual la cultura es generada y mantenida. También considera a la cultura como una propiedad dinámica de los individuos, en contraposición a una visión de la cultura como una entidad superorgánica que los individuos deben cumplir. La principal ventaja de este punto de vista, es que conecta a nivel individual los procesos a los resultados a nivel de población.

## Bases teóricas
La THD sostiene que la evolución genética y la cultural interactuaron en la evolución del Homo sapiens. La THD reconoce que la selección natural de genotipos es un componente importante de la evolución del comportamiento humano y que los rasgos culturales pueden verse limitados por imperativos genéticos. Sin embargo también reconoce que la evolución genética ha dotado a la especie humana con un proceso evolutivo paralelo de evolución cultural. La THD hace tres afirmaciones principales:

### Las capacidades culturales son adaptaciones.
La capacidad humana para almacenar y transmitir la cultura surgió de mecanismos psicológicos evolucionados genéticamente. Esto implica que, en algún momento durante la evolución de la especie humana, un tipo de aprendizaje social que condujo a una evolución cultural acumulativa fue evolutivamente ventajoso.

### La cultura evoluciona
Los procesos de aprendizaje social dan lugar a la evolución cultural. Los rasgos culturales se transmiten de manera diferente a los genéticos y, por lo tanto, producen diferentes efectos a nivel de la población en la variación del comportamiento.

### Los genes y la cultura coevolucionan.
Los rasgos culturales alteran los entornos sociales y físicos en los que opera la selección genética. Por ejemplo, las adopciones culturales de la agricultura y la producción de leche en humanos han provocado la selección genética de los rasgos para digerir el almidón y la lactosa, respectivamente.

Por otro lado es probable que una vez que la cultura se adaptó, la selección genética provocó un refinamiento de la arquitectura cognitiva que almacena y transmite información cultural. Este refinamiento puede haber influido aún más en la forma en que se almacena la cultura y los sesgos que gobiernan su transmisión.

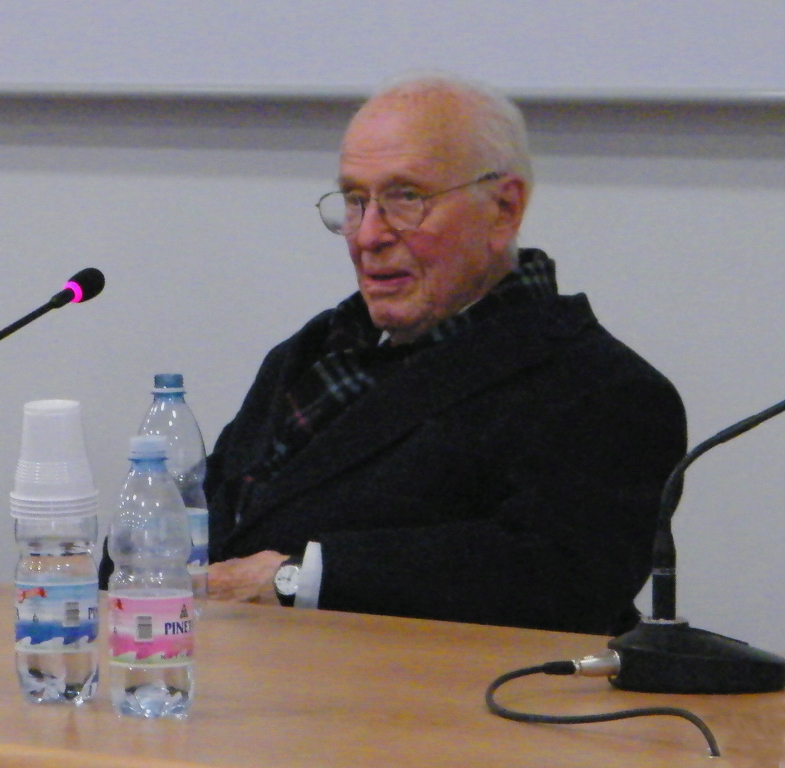
Luigi Luca Cavalli-Sforza - 2010 (Foto Luca Giarelli)

La THD también predice que, en ciertas situaciones, la evolución cultural puede seleccionar rasgos genéticamente inadaptados. Un ejemplo de esto es la transición demográfica, que describe la caída de las tasas de natalidad dentro de las sociedades industrializadas. Los teóricos de la herencia dual plantean la hipótesis de que la transición demográfica puede ser el resultado de un sesgo de prestigio, donde los individuos que renuncian a la reproducción para ganar más influencia en las sociedades industriales tienen más probabilidades de ser elegidos como modelos culturales.

## Desarrollo histórico

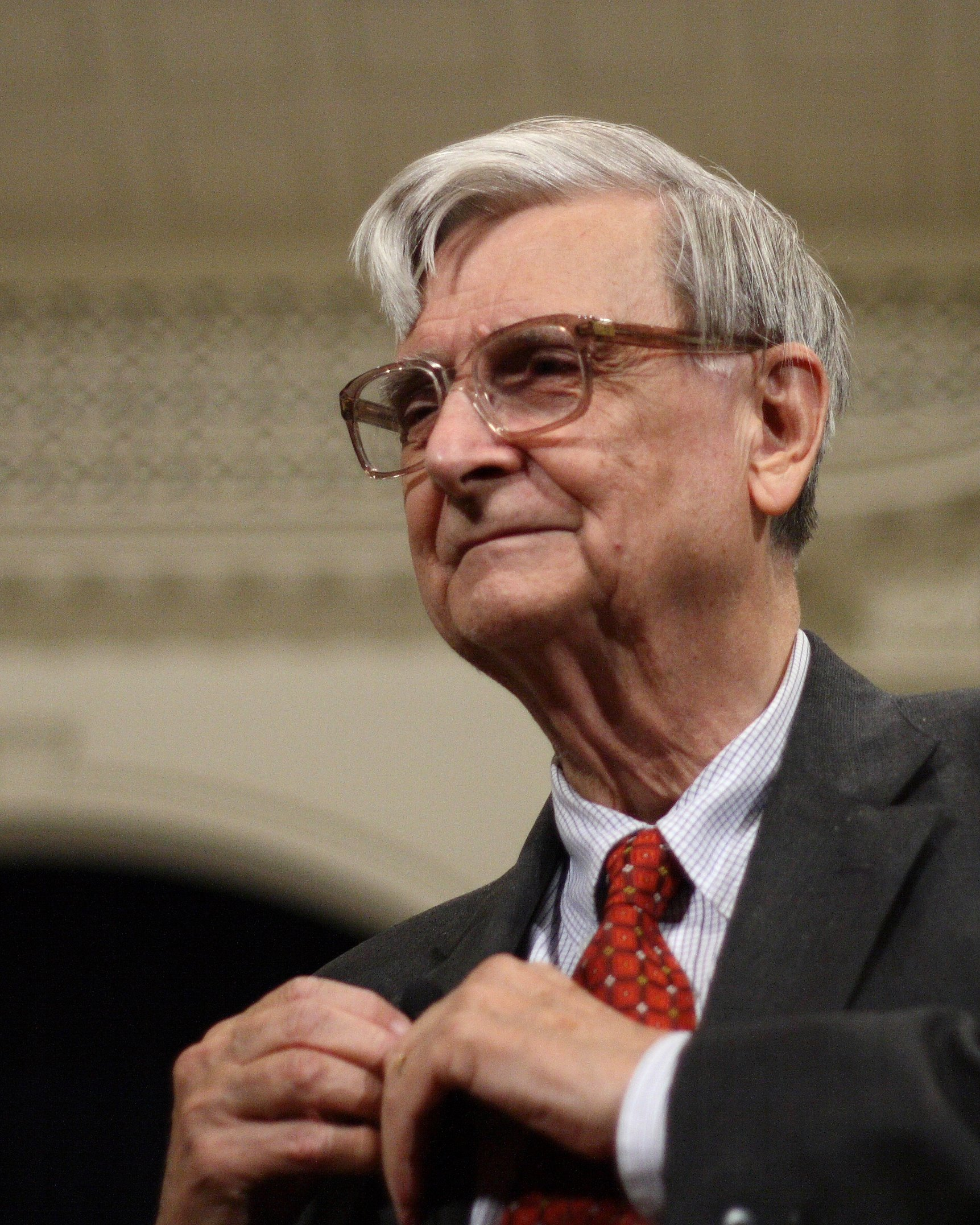
E. O. Wilson, 2007

La idea de que las culturas humanas experimentan un proceso evolutivo similar a la evolución genética se remonta al menos a Darwin. En la década de 1960, Donald T. Campbell publicó algunos de los primeros trabajos teóricos que adaptaron los principios de la teoría evolutiva a la evolución de las culturas. En 1976, dos desarrollos en la teoría de la evolución cultural prepararon el escenario para la THD. En ese año, The Selfish Gene de Richard Dawkins presentó ideas de evolución cultural a una audiencia popular. Aunque es uno de los libros de ciencia más vendidos de todos los tiempos, debido a su falta de rigor matemático, tuvo poco efecto en el desarrollo de la THD. También en 1976, los genetistas Marcus Feldman y Luigi Luca Cavalli-Sforza publicaron los primeros modelos dinámicos de coevolución gen-cultura. Estos modelos fueron la base para el trabajo posterior en la THD, anunciado por la publicación de tres libros seminales en la década de 1980.
El primero fueron Charles Lumsden y E.O. Wilson con Los genes, la mente y la cultura. Este libro describe una serie de modelos matemáticos de cómo la evolución genética podría favorecer la selección de rasgos culturales y cómo los rasgos culturales podrían, a su vez, afectar la velocidad de la evolución genética. Si bien fue el primer libro publicado que describía cómo los genes y la cultura podrían coevolucionar, tuvo un efecto relativamente pequeño en el desarrollo de la THD. Algunos críticos consideraron que sus modelos dependían demasiado de los mecanismos genéticos a expensas de los mecanismos culturales. La controversia en torno a las teorías sociobiológicas de Wilson también puede haber disminuido el efecto duradero de este libro.
El segundo libro de 1981 fue de Cavalli-Sforza y Feldman, La transmisión y evolución cultural: un enfoque cuantitativo. Tomado en gran medida de la genética de la población y la epidemiología, este libro construyó una teoría matemática sobre la propagación de los rasgos culturales. Describe las implicaciones evolutivas de las diferentes trasmisiones: 
- transmisión vertical, pasando los rasgos culturales de los padres a los hijos;
- transmisión oblicua, pasando rasgos culturales de cualquier miembro de una generación mayor a una generación más joven;
- transmisión horizontal, pasando rasgos entre miembros de la misma población.

La siguiente publicación significativa de la THD fue La Cultura y el Proceso Evolutivo de 1985 de Robert Boyd y Peter Richerson. Este libro presenta los modelos matemáticos ahora estándar de la evolución del aprendizaje social en diferentes condiciones ambientales, los efectos poblacionales del aprendizaje social, las diversas fuerzas de selección en las reglas de aprendizaje cultural, las diferentes formas de transmisión sesgada y sus efectos a nivel de la población, y los conflictos. Entre la evolución cultural y genética. La conclusión del libro también esbozó áreas para futuras investigaciones que aún son relevantes en la actualidad.

## Influencia genética en la evolución cultural.
Los genes afectan la evolución cultural a través de predisposiciones psicológicas en el aprendizaje cultural. Los genes codifican gran parte de la información necesaria para formar el cerebro humano. Los genes restringen la estructura del cerebro y, por lo tanto, la capacidad del cerebro para adquirir y almacenar la cultura. Los genes también pueden dotar a los individuos con ciertos tipos de sesgos de transmisión (que se describen a continuación).

## Influencias culturales en la evolución genética.
La cultura puede influir profundamente en las frecuencias genéticas de una población.

### Persistencia de la lactasa
Uno de los ejemplos más conocidos es la prevalencia del genotipo para la absorción de la lactosa en adultos en poblaciones humanas, como el norte de Europa y algunas sociedades africanas, con una larga historia de cría de ganado para la leche. Hasta hace unos 7.500 años, la producción de lactasa se detuvo poco después del destete, y en sociedades que no desarrollaron la lechería, como los asiáticos orientales y los amerindios, esto sigue siendo cierto hoy en día. En áreas con persistencia de lactasa, se cree que al domesticar animales, se obtuvo una fuente de leche para los adultos y, por lo tanto, una fuerte selección de la persistencia de la lactasa. En una población escandinava, el coeficiente de selección estimado fue de 0.09- 0.19.
Esto implica que la práctica cultural de criar ganado primero para la carne y luego para la leche llevó a la selección de los rasgos genéticos para la digestión de la lactosa. Recientemente, el análisis de la selección natural en el genoma humano sugiere que la civilización ha acelerado el cambio genético en los seres humanos durante los últimos 10.000 años.

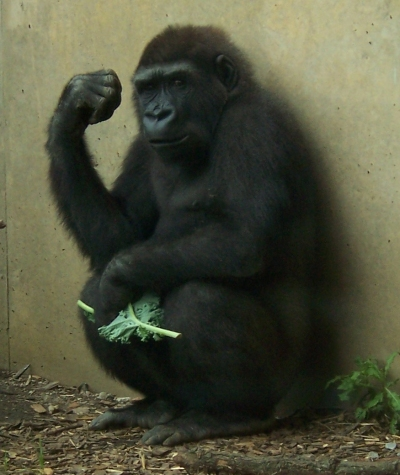
Gorila

### Procesamiento de los alimentos

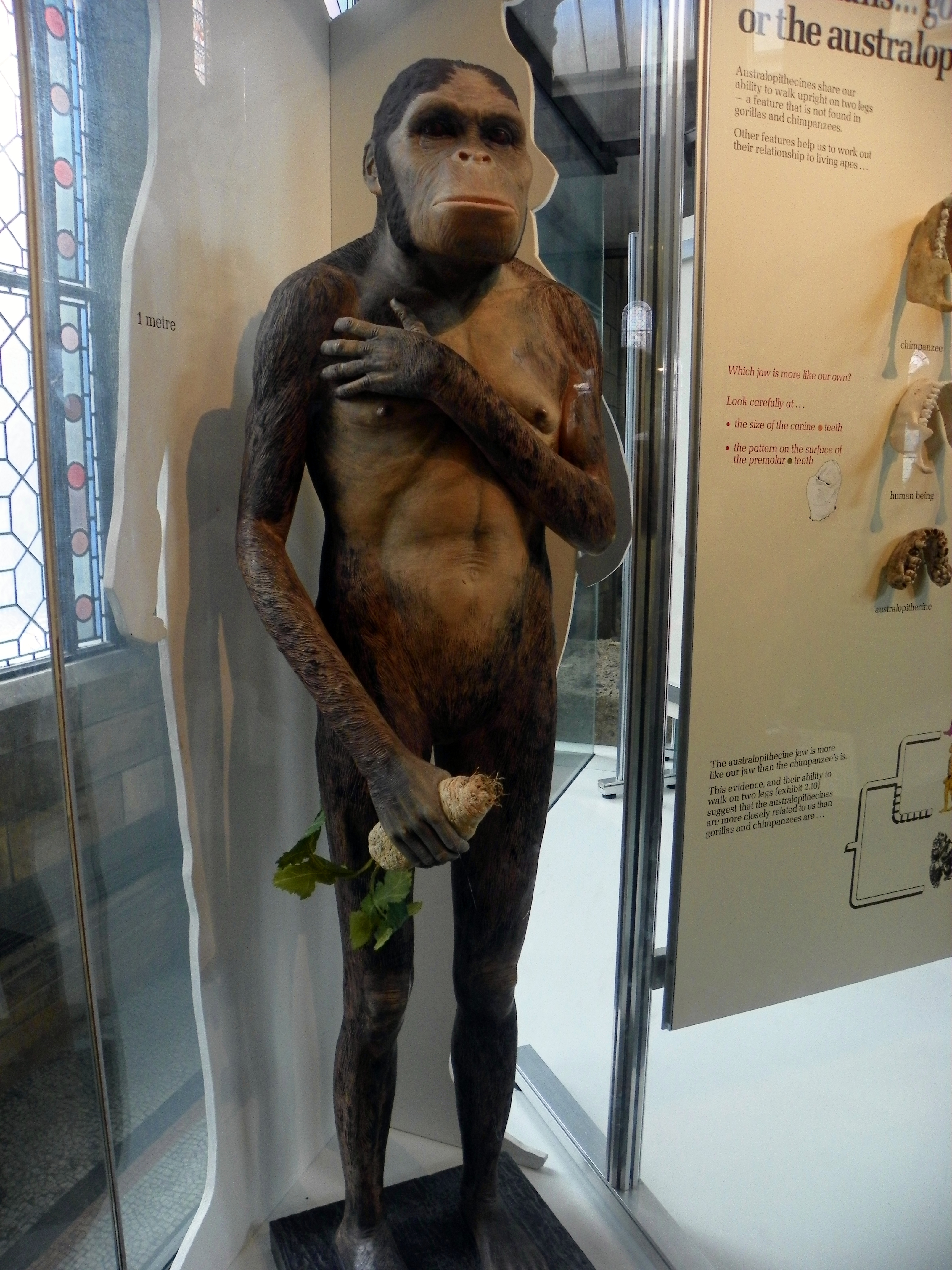
Australopiteco. Natural History Museum

La cultura ha impulsado cambios en los sistemas digestivos humanos que hacen que muchos órganos digestivos, como nuestros dientes o estómago, sean más pequeños de lo esperado para primates de un tamaño similar, y se han atribuido a una de las razones por las cuales los humanos tienen cerebros tan grandes en comparación con otros grandes simios. Esto se debe al procesamiento de los alimentos. Entre los primeros ejemplos de procesamiento de los alimentos se incluyen el apaleado, el marinado y, en particular, la cocción. La carne picada rompe las fibras musculares, por lo tanto, elimina parte del trabajo de la boca, los dientes y la mandíbula. El marinado emula la acción del estómago con altos niveles de ácido. Cocinar parcialmente descompone los alimentos haciéndolos más fácilmente digeribles. Los alimentos ingresan al cuerpo de manera efectiva, parcialmente digeridos, y como tal, el procesamiento de alimentos reduce el trabajo que el sistema digestivo tiene que hacer. Esto significa que existe una selección de órganos digestivos más pequeños, ya que el tejido es energéticamente caro, aquellos con órganos digestivos más pequeños pueden procesar su comida pero a un costo energético menor que aquellos con órganos más grandes. La cocción es notable porque la energía disponible de los alimentos aumenta cuando se cocinan y esto también significa que se gasta menos tiempo en buscarlos.

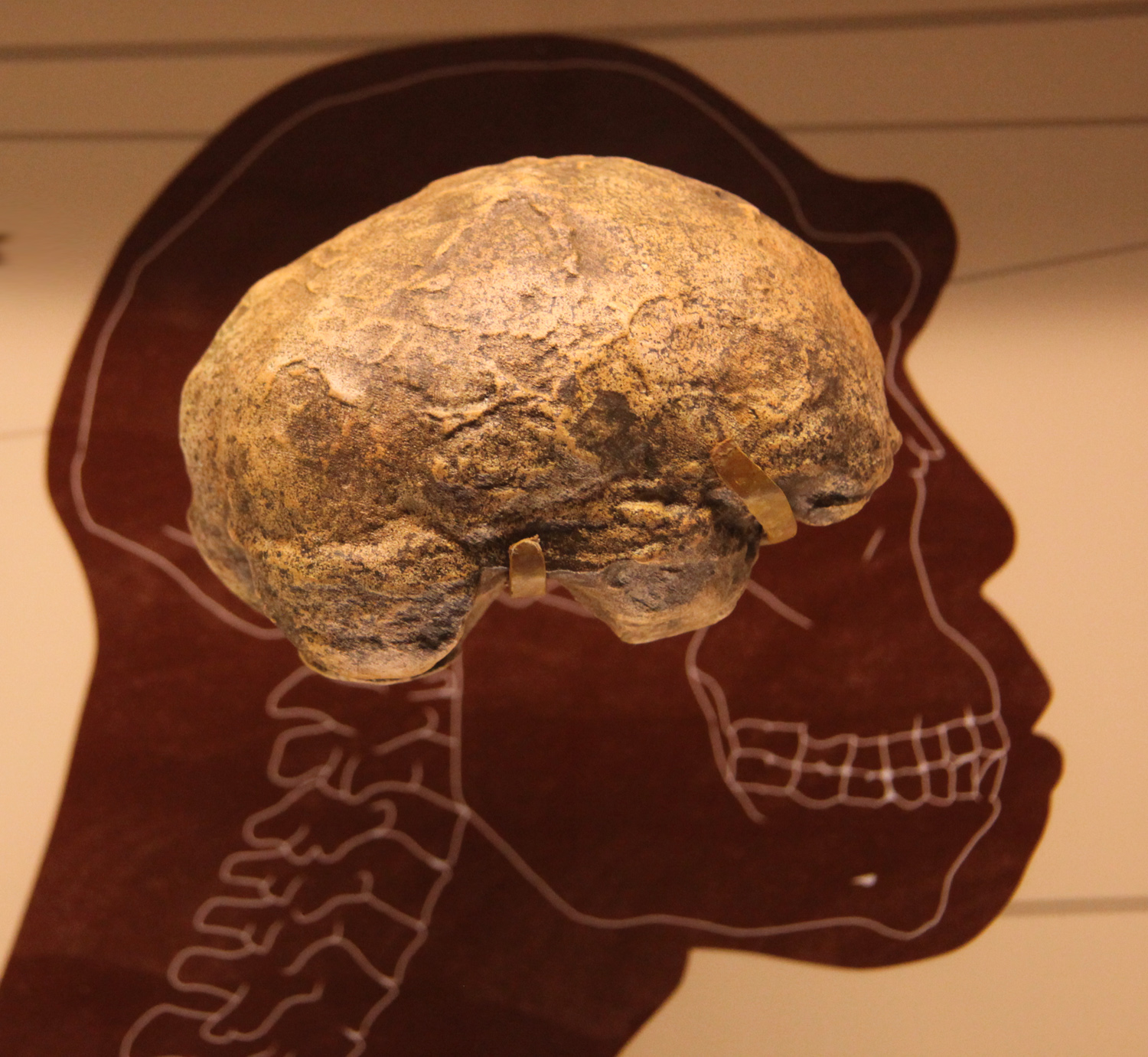
Homo erectus. Capacidad craneal - Smithsonian Museum of Natural History

Los humanos que viven con dietas cocinadas pasan solo una fracción de su día masticando en comparación con otros primates existentes que viven con dietas crudas. Las niñas y los niños actuales gastan en promedio el 8 y 7 por ciento de su día masticando respectivamente, en comparación con los chimpancés que pasan más de 6 horas al día masticando. Esto libera tiempo que se puede utilizar para la caza. Una dieta cruda significa que la caza está limitada, ya que el tiempo dedicado a la caza es el tiempo que no se gasta comiendo y masticando material vegetal, pero la cocción reduce el tiempo necesario para obtener los requisitos energéticos del día, lo que permite realizar más actividades de subsistencia. La digestibilidad de los carbohidratos cocidos es aproximadamente en un 30% más alta que la digestibilidad de los carbohidratos no cocidos. Esta mayor ingesta de energía, más tiempo libre y los ahorros en el tejido utilizado en el sistema digestivo permitieron la selección de genes para hacer el tamaño del cerebro más grande.
A pesar de sus beneficios, el tejido cerebral requiere una gran cantidad de calorías, por lo tanto, una de las principales limitaciones para la selección de cerebros más grandes es la ingesta de calorías. Una mayor ingesta de calorías puede soportar mayores cantidades de tejido cerebral. Se argumenta que esto explica por qué los cerebros humanos pueden ser mucho más grandes que otros simios, ya que los humanos son los únicos simios que participan en el procesamiento de alimentos. La cocción de alimentos ha influido en los genes en la medida en que, según las investigaciones, los humanos no pueden vivir sin cocinar.
Un estudio en 513 individuos que consumían dietas crudas a largo plazo encontró que a medida que aumentaba el porcentaje de su dieta que estaba compuesta por alimentos crudos y / o la duración que habían estado en una dieta de alimentos crudos, su IMC disminuyó. Esto es a pesar del acceso a muchos procesos no térmicos, como moler, golpear o calentar a 48 grados centígrados. Con aproximadamente 86 mil millones de neuronas en el cerebro humano y 60 a 70 kg de masa corporal, una dieta exclusivamente cruda cercana a la de los primates existentes no sería viable, ya que, cuando se modela, se argumenta que requeriría un nivel no viable de más de nueve horas de alimentación todos los días. Sin embargo, esto es impugnado, con modelos alternativos que muestran que se podrían obtener suficientes calorías en un plazo de 5 a 6 horas por día.
Algunos científicos y antropólogos señalan la evidencia de que el tamaño del cerebro en el linaje Homo comenzó a aumentar mucho antes del advenimiento de la cocina debido al mayor consumo de carne y que el procesamiento básico de alimentos (rebanado, picado) explica el tamaño reducción de los órganos relacionados con la masticación. Cornélio et al. argumenta que la mejora de las habilidades cooperativas y la variación de la dieta para obtener más carne y semillas mejoraron la eficiencia de forrajeo y caza. Esto es lo que permitió la expansión del cerebro, independientemente de la cocción, lo que argumentan llegó mucho más tarde, consecuencia del complejo conocimiento que se desarrolló. Sin embargo, este es todavía un ejemplo de un cambio cultural en la dieta y la evolución genética resultante. 
Otras críticas provienen de la controversia de la evidencia arqueológica disponible. Algunos afirman que hay una falta de evidencia del control del fuego cuando los tamaños del cerebro comenzaron a expandirse. Wrangham sostiene que la evidencia anatómica en el momento del origen del Homo erectus (hace 1,8 millones de años) indica que se produjo el control del fuego y, por lo tanto, de la cocción. En este momento, se produjeron las mayores reducciones en el tamaño de los dientes en la totalidad de la evolución humana, lo que indica que los alimentos más blandos se hicieron frecuentes en la dieta. También en este momento ocurrió un estrechamiento de la pelvis que indica un intestino más pequeño y también hay evidencia de que hubo una pérdida de la capacidad de ascenso que Wrangham argumenta que indica el control del fuego, ya que dormir en el suelo necesita fuego para alejar a los depredadores.
Los aumentos propuestos en el tamaño del cerebro debido al procesamiento de alimentos habrán conducido a una mayor capacidad mental para una mayor innovación cultural en el procesamiento de alimentos, que habrá aumentado la eficiencia visual lo que proporciona más energía para obtener mayores ganancias en el tamaño del cerebro. Se argumenta que este circuito de retroalimentación positiva condujo a los rápidos aumentos de tamaño cerebral observados en el linaje Homo.

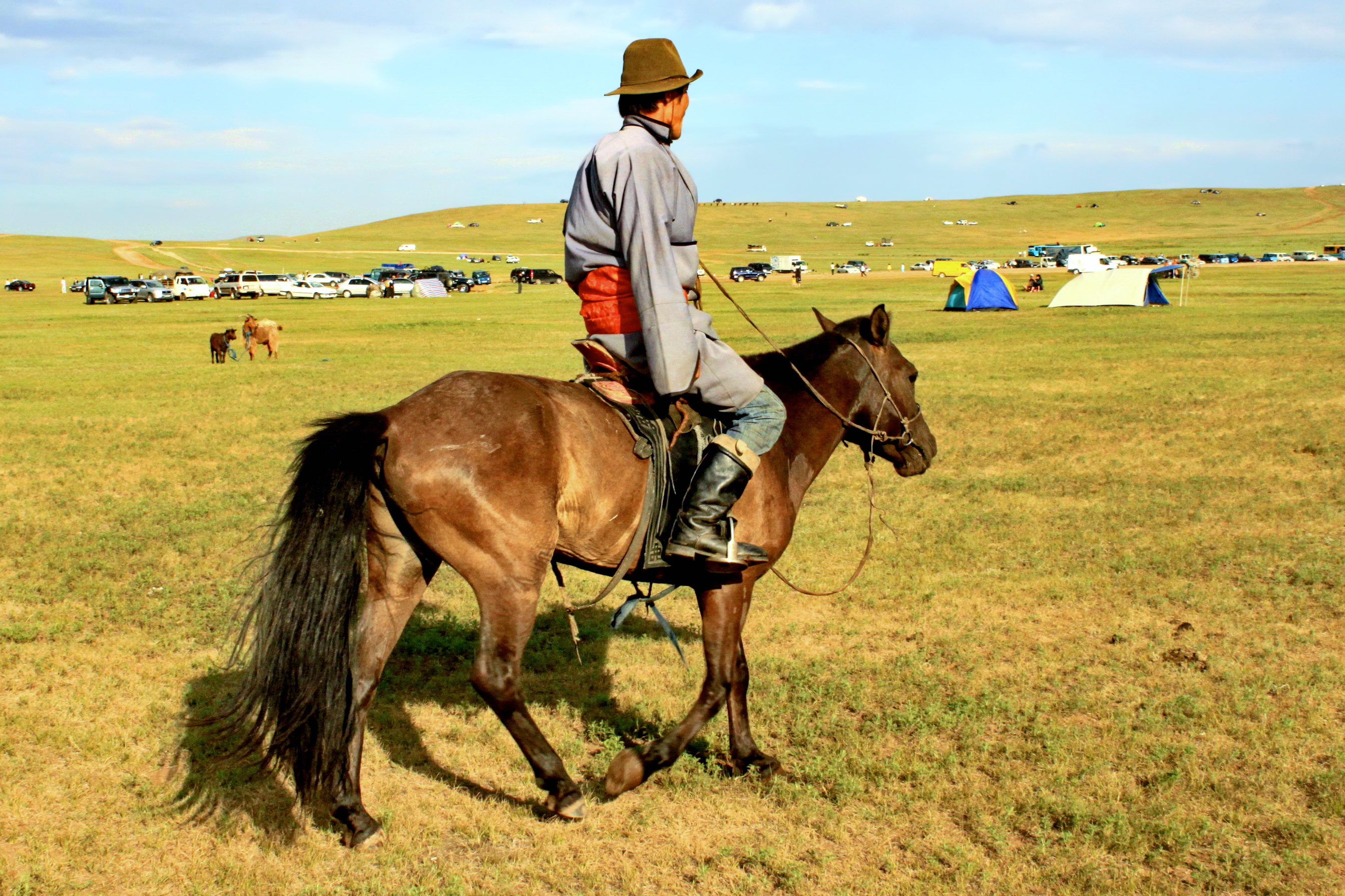
Festival Naadam en Ułan Bator. La domesticación y monta del caballo supuso una gran ventaja evolutiva.

## Mecanismos de la evolución cultural.
En la THD, la evolución y el mantenimiento de las culturas se describen mediante cinco mecanismos principales: selección natural de variantes culturales, variación aleatoria, deriva cultural, variación guiada y sesgo de transmisión.

### Selección natural
Las diferencias culturales entre individuos pueden llevar a la supervivencia diferencial de los individuos. Los patrones de este proceso selectivo dependen de los sesgos de transmisión y pueden dar como resultado un comportamiento más adaptable a un entorno determinado.

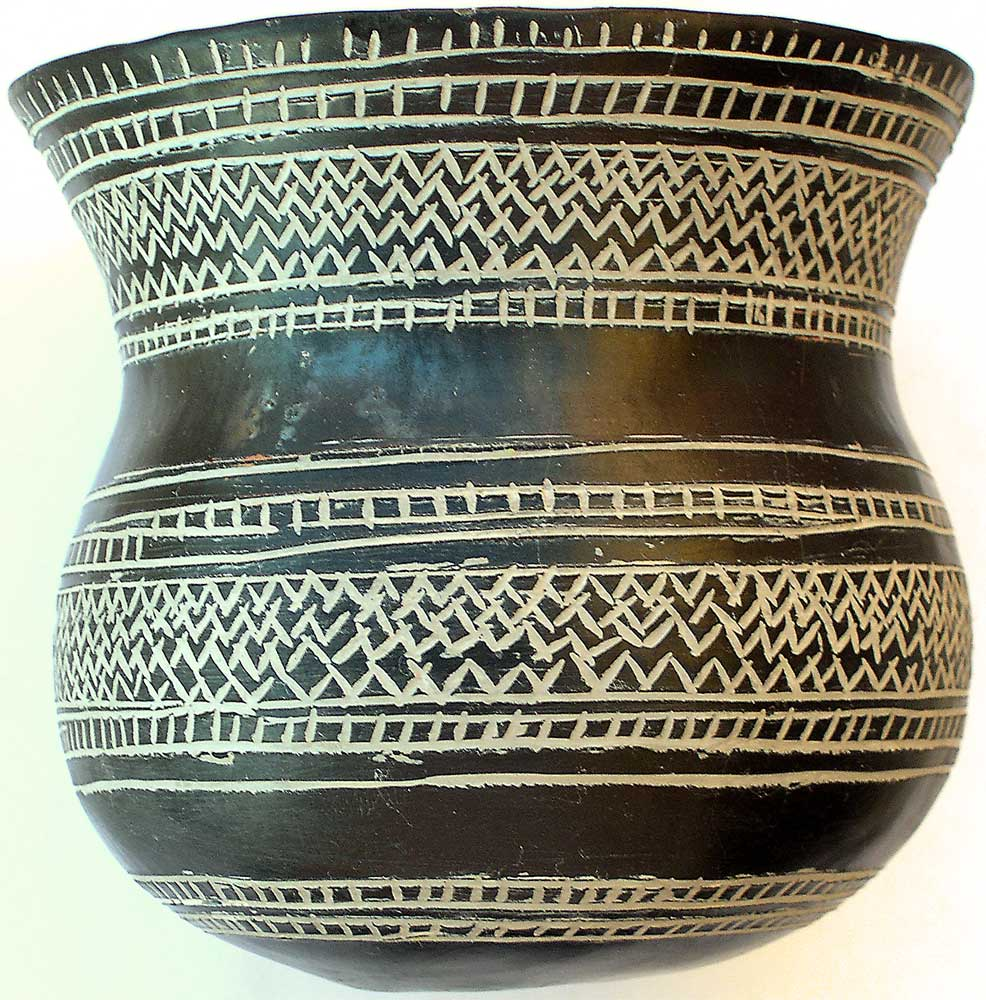
Vaso Campaniforme, Ciempozuelos. La difusión del vaso campaniforme es un ejemplo de deriva cultural.

### Variación aleatoria
La variación aleatoria surge de errores en el aprendizaje, la visualización o el recuerdo de información cultural, y es aproximadamente análoga al proceso de mutación en la evolución genética.

### Deriva cultural
La deriva cultural es un proceso aproximadamente análogo a la deriva genética en la biología evolutiva. En la deriva cultural, la frecuencia de los rasgos culturales en una población puede estar sujeta a fluctuaciones aleatorias debido a variaciones aleatorias en las cuales los rasgos se observan y transmiten (a veces se denomina "error de muestreo"). Estas fluctuaciones pueden hacer que las variantes culturales desaparezcan de una población. Este efecto debe ser especialmente fuerte en poblaciones pequeñas. Un modelo de Hahn y Bentley muestra que la deriva cultural proporciona una aproximación razonablemente buena a los cambios en la popularidad de los nombres de bebés estadounidenses. Los procesos de deriva también se han sugerido para explicar los cambios en la cerámica arqueológica y las solicitudes de patentes de tecnología. También se piensa que los cambios en los trinos de los pájaros cantores surgen de los procesos de deriva, donde se producen distintos dialectos en diferentes grupos debido a errores en el canto de los pájaros cantores y la adquisición por generaciones sucesivas. La deriva cultural también se observa en un modelo informático temprano de la evolución cultural.

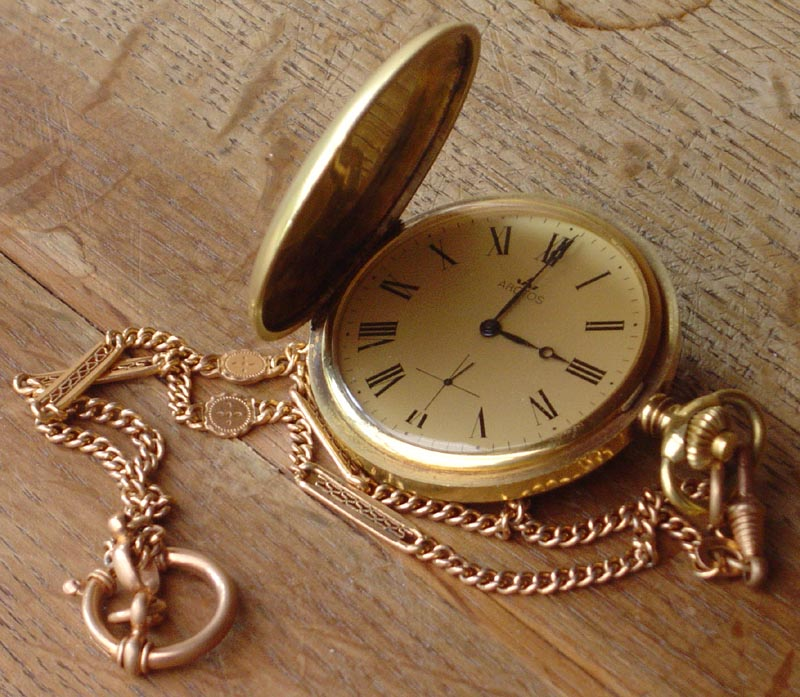
Reloj Gousset. El uso de relojes de calidad es una manifestación del sesgo de prestígio

### Variación guiada
Los rasgos culturales se pueden obtener en una población a través del proceso de aprendizaje individual. Una vez que un individuo aprende un rasgo novedoso, puede transmitirse a otros miembros de la población. El proceso de variación guiada depende de un estándar de adaptación que determina qué variantes culturales se aprenden.

### Transmisión sesgada
La comprensión de las diferentes formas en que los rasgos culturales pueden transmitirse entre individuos ha sido una parte importante de la investigación de la THD desde la década de 1970. Los sesgos de transmisión ocurren cuando algunas variantes culturales son favorecidas sobre otras durante el proceso de transmisión cultural. Boyd y Richerson (1985) definieron y modelaron analíticamente una serie de posibles sesgos de transmisión. La lista de sesgos se ha refinado a lo largo de los años, especialmente por Henrich y McElreath.

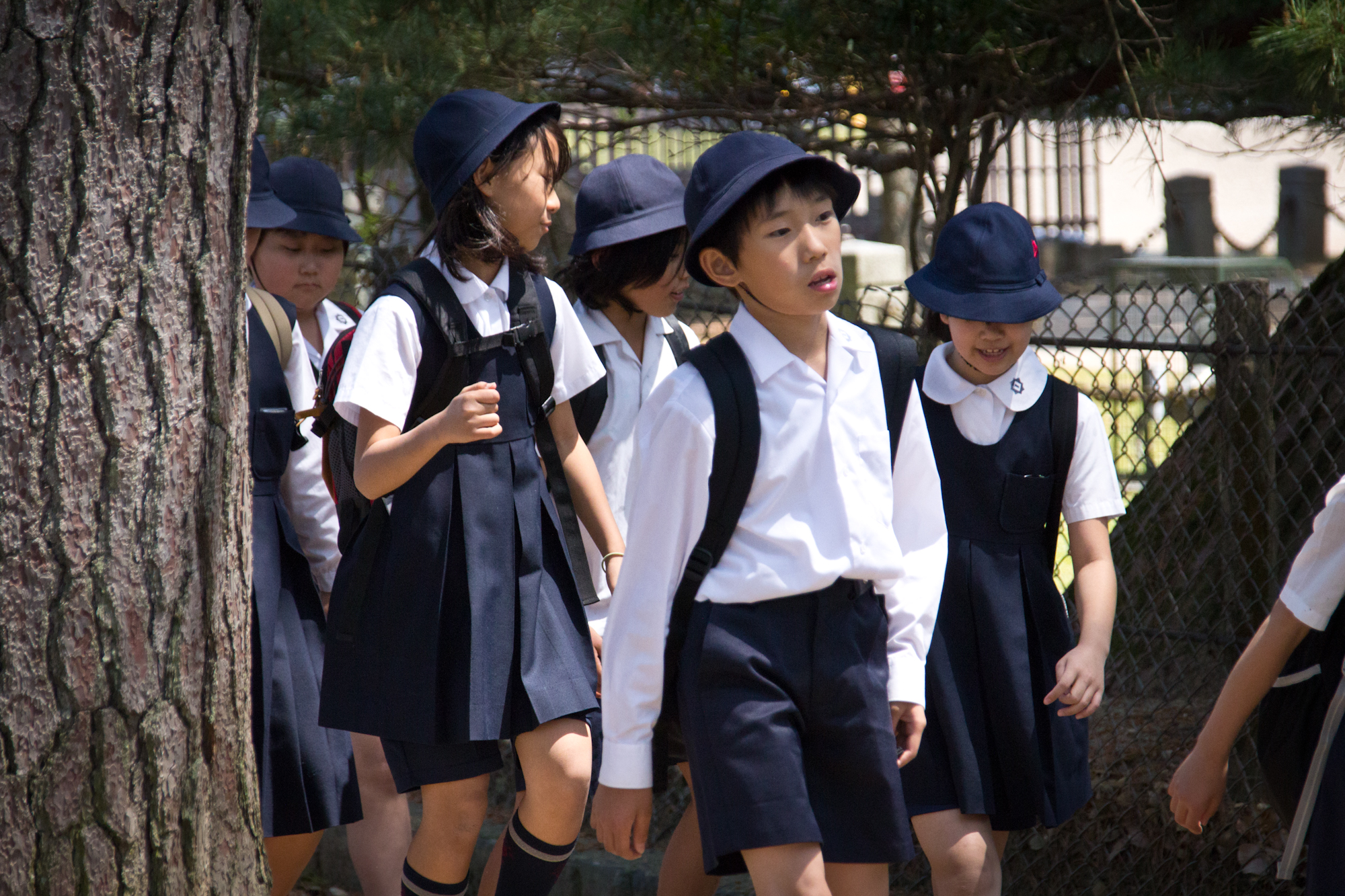
Colegiales de Nara; 2012. La cultura japonesa presenta el sesgo de similitud y el de conformidad

## Clases de trasmisión sesgada

### Sesgo de contenido
Los sesgos de contenido son el resultado de situaciones en las que algún aspecto del contenido de una variante cultural hace que sea más probable que se adopten. Los sesgos de contenido pueden resultar de preferencias genéticas, preferencias determinadas por rasgos culturales existentes, o una combinación de ambos. Por ejemplo, las preferencias alimentarias pueden resultar de preferencias genéticas para alimentos azucarados o grasos y prácticas alimentarias y tabúes socialmente aprendidos. Los sesgos de contenido a veces se llaman "sesgos directos".

### Sesgo de contexto

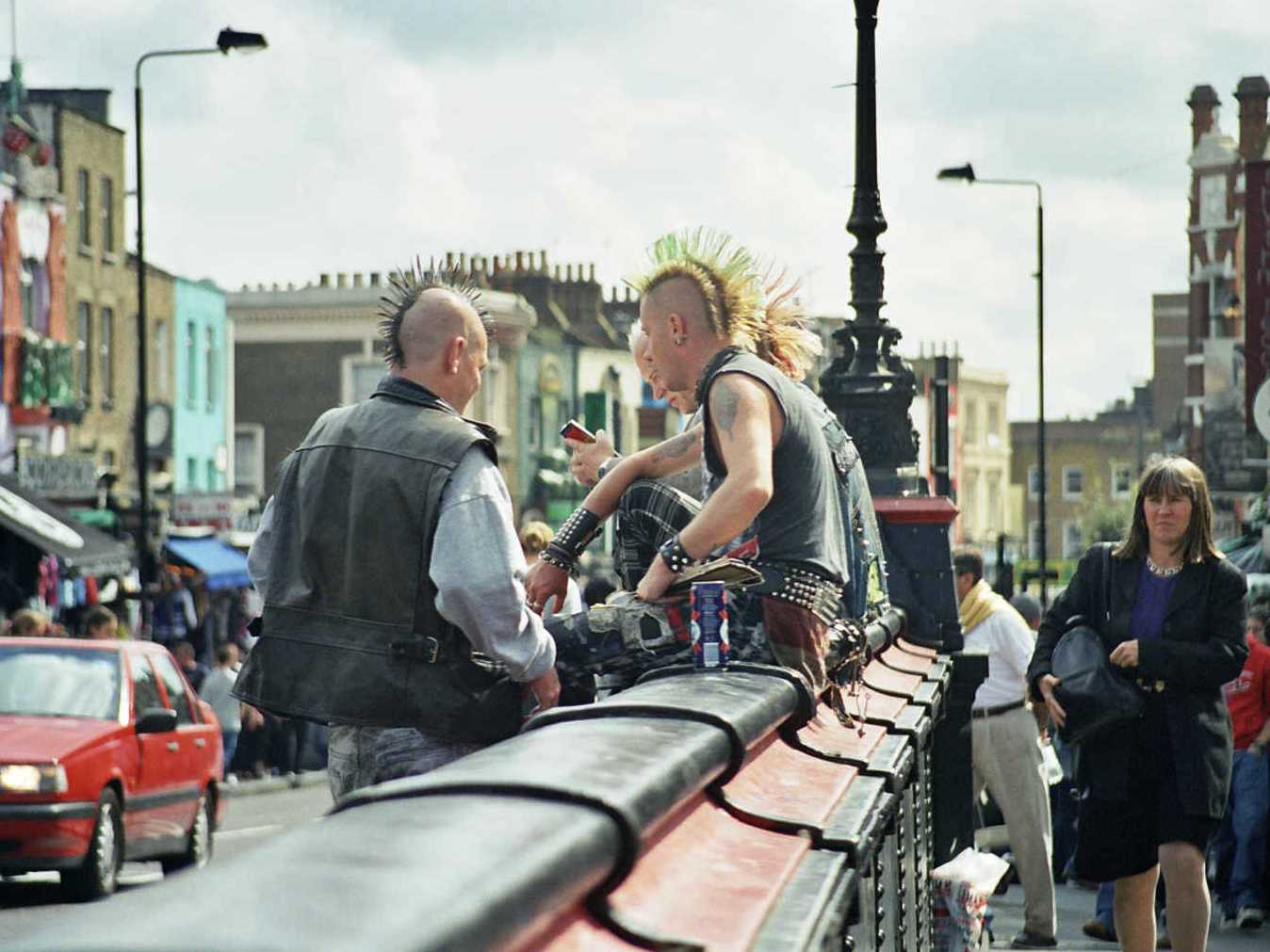
La cultura Punk presenta el sesgo anticonformista

Los sesgos de contexto son el resultado de individuos que usan pistas sobre la estructura social de su población para determinar qué variantes culturales adoptar. Esta determinación se hace sin referencia al contenido de la variante. Hay dos categorías principales de sesgos de contexto: sesgos basados en modelos y sesgos dependientes de la frecuencia.

#### Sesgos basados en modelos
Los sesgos basados en modelos se producen cuando un individuo está predispuesto a elegir un "modelo cultural" particular para imitar. Hay cuatro categorías principales de sesgos basados en modelos:
- Sesgo de prestigio. Un "sesgo de prestigio" se produce cuando los individuos tienen más probabilidades de imitar los modelos culturales que se considera que tienen más prestigio. Una medida de prestigio podría ser la cantidad de deferencia mostrada a un modelo cultural potencial por otros individuos.
- Sesgo de habilidad.Se produce un "sesgo de habilidad" cuando los individuos pueden observar directamente diferentes modelos culturales que realizan una habilidad aprendida y es más probable que imiten modelos culturales que se desempeñan mejor en la habilidad específica.
- Sesgo de éxito. Hay un "sesgo de éxito" en individuos que imitan preferentemente los modelos culturales que determinan son generalmente más exitosos (a diferencia del éxito en una habilidad específica como en el sesgo de habilidades).
- Sesgo de similitud. Se produce un "sesgo de similitud" cuando los individuos tienen más probabilidades de imitar modelos culturales que se perciben como similares al individuo en función de rasgos específicos.

#### Sesgos dependientes de la frecuencia
Los sesgos dependientes de la frecuencia se producen cuando un individuo está predispuesto a elegir variantes culturales particulares en función de su frecuencia percibida en la población. El sesgo dependiente de la frecuencia más explorado es el "sesgo de conformidad". Los sesgos de conformidad se producen cuando los individuos intentan copiar la media o la variante cultural del modo en la población. Otro posible sesgo dependiente de la frecuencia es el "sesgo de rareza". El sesgo de rareza se produce cuando los individuos eligen preferentemente variantes culturales que son menos comunes en la población. El sesgo de rareza también a veces se denomina sesgo "no conformista" o "anticonformista".

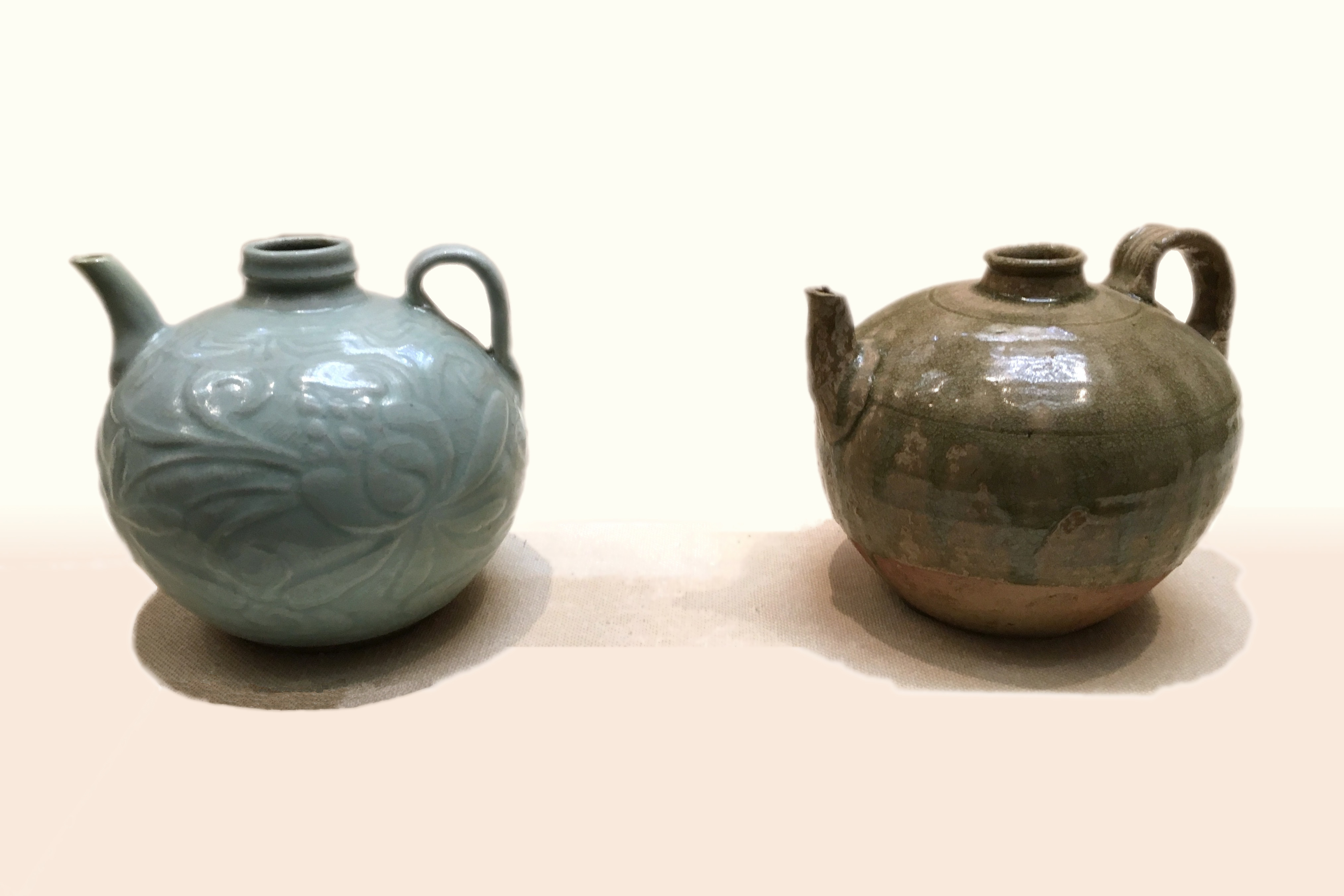
Cerámicas del del Aichi Prefectural Ceramic Museum. La evolución cultural acumulativa se produce sobre todo en entornos moderadamente cambiantes como los de China hasta mediados del.

## Aprendizaje social y evolución cultural acumulativa.
En la THD, la evolución de la cultura depende de la evolución del aprendizaje social. Los modelos analíticos muestran que el aprendizaje social se vuelve evolutivamente beneficioso cuando el entorno cambia con la frecuencia suficiente para que la herencia genética no pueda rastrear los cambios, pero no lo suficientemente rápido para que el aprendizaje individual sea más eficiente.
Para los entornos que tienen muy poca variabilidad, el aprendizaje social no es necesario ya que los genes pueden adaptarse lo suficientemente rápido a los cambios que ocurren, y el comportamiento innato es capaz de lidiar con el entorno constante. En entornos que cambian rápidamente, el aprendizaje cultural no sería útil porque lo que sabía la generación anterior ahora está desactualizado y no proporcionará ningún beneficio en el entorno cambiado, y por lo tanto, el aprendizaje individual es más beneficioso. Es solo en el entorno moderadamente cambiante donde el aprendizaje cultural se vuelve útil, ya que cada generación comparte un entorno similar en su mayoría, pero los genes no tienen tiempo suficiente para adaptarse a los cambios en el entorno.
Mientras que otras especies tienen aprendizaje social y, por lo tanto, cierto nivel de cultura, solo los humanos, se sabe que algunas aves y chimpancés tienen una cultura acumulativa. Boyd y Richerson argumentan que la evolución de la cultura acumulativa depende del aprendizaje observacional y es poco común en otras especies porque no es efectiva cuando es rara en una población. Proponen que los cambios ambientales que ocurren en el Pleistoceno pueden haber proporcionado las condiciones ambientales adecuadas. Michael Tomasello sostiene que la evolución cultural acumulativa se debe a un efecto de trinquete que comenzó cuando los humanos desarrollaron la arquitectura cognitiva para entender a los demás como agentes mentales. Además, Tomasello propuso en los años 80 que existen algunas disparidades entre los mecanismos de aprendizaje observacional encontrados en los humanos y en los grandes simios, lo que explica de alguna manera la diferencia observable entre las tradiciones de los grandes simios y los tipos de cultura humana.

## Selección cultural de grupo
Artículo principal: Selección cultural de grupo
La selección cultural de grupo es un modelo explicativo dentro de la evolución cultural de cómo los rasgos culturales evolucionan de acuerdo a la ventaja competitiva que otorgan a un grupo. Las normas pueden propagarse mediante la selección cultural de grupo cuando se practican dentro de grupos exitosos, y es más probable que las normas se propaguen de grupos que tienen éxito. Pero, para que se produzca la selección cultural de grupo, deben existir, entre grupos, diferencias culturales que cuando se transmiten a través del tiempo afectan la persistencia o la proliferación de los grupos. Las normas culturales que proporcionan estas ventajas conducirán, a su vez, al desplazamiento, absorción o incluso a la extinción de otros grupos culturales menos exitosos. Sin embargo, los modelos de teoría de juegos sugieren que si los individuos pueden migrar entre grupos (lo que es común en las sociedades de pequeña escala), las diferencias entre grupos deberían ser difíciles de mantener. La investigación en psicología revela que los humanos tienen un conjunto particular de rasgos, que incluyen la imitación y la conformidad dentro del grupo, que son capaces de soportar el mantenimiento de estas diferencias grupales durante largos períodos de tiempo.
La variación solo se mantiene cuando los grupos culturales tienen mecanismos que impiden que las normas de grupos externos invadan el grupo cultural. Estos "mecanismos" son aquellos rasgos y comportamientos psicológicos exclusivamente humanos que fomentan la imitación, la conformidad y los prejuicios dentro del grupo. Según Joseph Henrich, la variación entre grupos se mantiene mediante los siguientes cuatro mecanismos:

### Transmisión conformista
La transmisión conformista se refiere al sesgo psicológico para imitar preferentemente los comportamientos de alta frecuencia en el grupo cultural. Esto homogeneiza el grupo social y refuerza las normas culturales ampliamente sostenidas. Esto explica por qué los individuos dentro de un grupo social tienen las mismas creencias y por qué estas creencias persisten en el tiempo. La transmisión conformista también facilita la rápida difusión de ideas novedosas, lo que aumenta la variación entre grupos. En conjunto, la reducción de la variación dentro del grupo y el aumento de la variación entre grupos conducen a la divergencia cultural entre los grupos, que es la fuerza impulsora de la selección cultural de grupo.

### Sesgo de prestigio y la trasmisión de autosimilitud

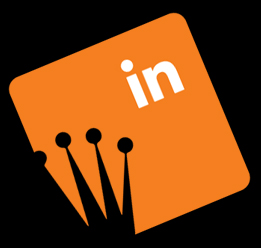
Influencer of the Month. Las nuevas redes sociales facilitan la difusión de prácticas por medio del sesgo de prestigio y la autosimilitud

La transmisión sesgada de prestigio es la tendencia a copiar a los miembros del grupo que tienen más éxito. La copia preferencial de los miembros exitosos del grupo permite a las personas evitar el costoso aprendizaje de prueba y error imitando las habilidades superiores a la media de los modelos culturales más prestigiosos. Podemos ver evidencia de este sesgo en cómo las nuevas tecnologías o las prácticas económicas se propagan a diferentes grupos de acuerdo con la rapidez con que los "líderes de opinión" las adoptan.
Mientras tanto, la transmisión de autosimilitud es la tendencia a copiar a aquellos individuos que son similares en lenguaje, apariencia, posición social y otros rasgos de comportamiento y culturales. En el contexto de la transmisión sesgada de prestigio, la autosimilitud significa que los individuos imitarán preferentemente a aquellos individuos de alto prestigio que son similares a ellos.  Al imitar solo a aquellos individuos de alto prestigio que son similares, el imitador evita adoptar rasgos o comportamientos que no son compatibles con su conocimiento o entorno social.

### Castigo de los no conformistas
Los no conformistas amenazan con aumentar la variación intragrupal mediante la introducción de comportamientos desviados para el grupo y deben recibir un castigo costoso para mantener un homogéneo grupo social. Como consecuencia de ser castigados, los no conformistas van a tener menos éxito que otros miembros del grupo. Documentos sobre el tema sugieren que este tipo de castigo es frecuente en muchas sociedades diferentes.

### Conformidad normativa
La conformidad normativa es el acto de cambiar el comportamiento visible de uno, para que parezca coincidir con la mayoría y sin internalizar realmente las opiniones de los grupos. Esto difiere de la transmisión conformista ya que la conformidad normativa no considera la frecuencia de un comportamiento como un indicador de valor. Henrich sugiere que la conformidad normativa puede haber evolucionado para responder a la propagación de conductas punitivas hacia los no conformistas. Al parecer similar al grupo, uno puede obtener las ventajas de ser miembro del grupo, al tiempo que evita el castigo. 

## Investigaciones actuales y futuras.
En su libro de 1985, Boyd y Richerson describieron una agenda para futuras investigaciones de la THD. Esta agenda requería el desarrollo tanto de modelos teóricos como de investigación empírica. Desde entonces se ha construido una rica tradición de modelos teóricos en las últimas dos décadas. Sin embargo, no ha habido un nivel comparable de trabajo empírico.
En una entrevista en 2006, el biólogo de Harvard E. O. Wilson expresó su decepción por la poca atención prestada a la THD:
   "... por alguna razón no me he dado cuenta, esta frontera más prometedora de la investigación científica ha atraído a muy pocas personas y muy poco esfuerzo".
Kevin Laland y Gillian Brown atribuyen esta falta de atención a la gran dependencia de la THD del modelado formal.
   "En muchos sentidos, el enfoque más complejo y potencialmente gratificante de todos, [THD], con sus múltiples procesos y el ataque cerebral de sigmas y deltas, puede parecer demasiado abstracto para todos, excepto para el lector más entusiasta. Hasta el momento como los jeroglíficos teóricos puede traducirse en una respetable ciencia empírica, pero la mayoría de los observadores permanecerán inmunes a su mensaje ".
El economista Herbert Gintis no está de acuerdo con esta crítica, citando el trabajo empírico y el trabajo más reciente utilizando técnicas de la economía del comportamiento. Estas técnicas económicas conductuales se han adaptado para probar las predicciones de modelos evolutivos culturales en entornos de laboratorio, así como para estudiar las diferencias en la cooperación en quince sociedades de pequeña escala en el campo.
Dado que uno de los objetivos de la THD es explicar la distribución de los rasgos culturales humanos, las técnicas etnográficas y etnológicas también pueden ser útiles para probar hipótesis derivadas de la THD. Aunque los hallazgos de los estudios etnológicos tradicionales se han utilizado para reforzar los argumentos del THD, hasta ahora ha habido poco trabajo de campo etnográfico diseñado para probar explícitamente estas hipótesis.
Herb Gintis ha nombrado a la THD como una de las dos principales teorías conceptuales con potencial para unificar las ciencias del comportamiento, incluidas la economía, la biología, la antropología, la sociología, la psicología y las ciencias políticas. Debido a que aborda los componentes genéticos y culturales de la herencia humana, Gintis considera que los modelos THD proporcionan las mejores explicaciones de la causa última del comportamiento humano y el mejor paradigma para integrar esas disciplinas con la teoría evolutiva. En una revisión de las perspectivas evolutivas competitivas sobre el comportamiento humano, Laland y Brown ven a la THD como el mejor candidato para unir las otras perspectivas evolutivas bajo un paraguas teórico.

## Leer también

### Libros
- Lumsden, C. J. and E. O. Wilson.  1981.  Genes, Mind, and Culture: The Coevolutionary Process.  Cambridge, Massachusetts: Harvard University Press.
- Cavalli-Sforza, L. L. and M. Feldman. 1981. Cultural Transmission and Evolution: A Quantitative Approach. Princeton, New Jersey: Princeton University Press.
- Boyd, R. and P. J. Richerson.  1985. Culture and the Evolutionary Process.  Chicago: University of Chicago Press.
- Durham, W. H. 1991. Coevolution: Genes, Culture and Human Diversity.  Stanford, California: Stanford University Press. ISBN 0-8047-1537-80-8047-1537-8
- Tomasello, M. 1999.  The Cultural Origins of Human Cognition. Cambridge, Massachusetts: Cambridge University Press.
- Shennan, S. J. 2002. Genes, Memes and Human History: Darwinian Archaeology and Cultural Evolution. London: Thames and Hudson.
- Laland, K. N. and G. R. Brown.  2002.  Sense & Nonsense: Evolutionary Perspectives on Human Behavior.  Oxford: Oxford University Press.
- Boyd, R. and P. J. Richerson.  2005. The Origin and Evolution of Cultures.  Oxford: Oxford University Press.
- Richerson, P. J. and R. Boyd.  2005. Not By Genes Alone: How Culture Transformed Human Evolution.  Chicago: University of Chicago Press.

### Artículos
- Smith, E. A. 1999. Three styles in the evolutionary analysis of human behavior. In L. Cronk, N. Chagnon, and W. Irons, (Eds.) Adaptation and Human Behavior: An Anthropological Perspective New York: Aldine de Gruyter.
- Henrich, J.; McElreath, R. (2003). «The evolution of cultural evolution» (PDF). Evolutionary Anthropology 12: 123-135. doi:10.1002/evan.10110. Archivado desde el original el 7 de abril de 2008. Consultado el 2 de octubre de 2018.

- Mesoudi, A.; Whiten, A.; Laland, K. N. (2006). «Towards a unified science of cultural evolution» (PDF). Behavioral and Brain Sciences 29: 329-383. PMID 17094820. doi:10.1017/s0140525x06009083. Archivado desde el original el 16 de diciembre de 2008. Consultado el 2 de octubre de 2018.
- Gintis, H (2006). «A framework for the integration of the behavioral sciences» (PDF). Behavioral and Brain Sciences 30: 1-61. doi:10.1017/s0140525x07000581.
- Bentley, R.A., C. Lipo, H.D.G. Maschner and B. Marler 2007. Darwinian Archaeologies. In R.A. Bentley, H.D.G. Maschner & C. Chippendale (Eds.) Handbook of Archaeological Theories. Lanham (MD): AltaMira Press.
- McElreath, R. &  Henrich, J. 2007. Modeling cultural evolution. In R. Dunbar and L. Barrett, (Eds.), Oxford Handbook of Evolutionary Psychology Oxford: Oxford University Press.
- McElreath, R. &  Henrich, J. 2007. Dual inheritance theory: the evolution of human cultural capacities and cultural evolution. In R. Dunbar and L. Barrett, (Eds.), Oxford Handbook of Evolutionary Psychology Oxford: Oxford University Press.
- Review Genes, Memes and Human History. Stephen Shennan. London: Thames and Hudson. 2002. p. 304.
- Laland, K.N.; Odling-Smee, J.; Myles, S. (2010). «How culture shaped the human genome: bringing genetics and the human sciences». Nature Reviews Genetics 11: 137-148. PMID 20084086. doi:10.1038/nrg2734.

- R. Boyd & P. J. Richerson. «Culture, Adaptation, and Innateness».  En (P. Carruthers, S. Stich, S. Laurence, ed. The Innate Mind: Culture and Cognition.

- P. J. Richerson & R. Boyd (2001). «Built for Speed, Not for Comfort: Darwinian Theory and Human Culture». History and Philosophy of the Life Sciences (23): 425-465.

### Investigadores principales
- Rob Boyd, Departamento de Antropología, UCLA
- Departamento de Ciencias Biológicas, Stanford
- Joe Henrich, Departamentos de Psicología y Economía, Universidad de la Columbia Británica
- Richard McElreath,  Departamento de Antropología, UC Davis
- Peter J. Richerson, Departamento de Política y Ciencia Medioambientales, UC Davis

### Otros investigadores
- Liane Gabora, Departamento de Psicología, Universidad de la Columbia Británica
- Russell Gray Instituto Max Planck para la Ciencia de Historia Humana, Jena, Alemania
- Herb Gintis Archivado el 12 de junio de 2007 en Wayback Machine., Emeritus Profesor de Economía, Universidad de Massachusetts & Santa Fe Institute
- Kevin Laland, Escuela de Biología, Universidad de St. Andrews
- Ruth Mace, Departamento de Antropología, Londres University
- Alex Mesoudi Evolución Biológica y Cultural Humana, Universidad de Exeter, Reino Unido
- Michael Tomasello, Departamento de Psicología del desarrollo y Comparativa, Instituto Max Planck para Antropología Evolutiva
- Peter Turchin Departamento de Ecología y Biología Evolutiva, Universidad de Connecticut
- Mark Collard, Departamento de Arqueología, Universidad Simon Fraser, y Departamento de Arqueología, Universidad de Aberdeen

- Datos: Q2699472